# Briefmarken-Jahrgang 1930 der Deutschen Reichspost
Der Briefmarken-Jahrgang 1930 der Deutschen Reichspost umfasste neun Sondermarken, drei Dauermarken und zwei Dienstmarken. Die vier Nothilfe-Briefmarken waren auch als Briefmarkenblock “IPOSTA” erhältlich, dieser hatte jedoch ein anderes Wasserzeichen, so dass diese auch als Einzelmarken voneinander unterschieden werden. Es war dies der erste Markenblock der Deutschen Reichspost. Zu einigen Briefmarken gibt es keine verlässlichen Angaben zu der Auflagenhöhe.

## Liste der Ausgaben und Motive
Legende
- Bild: Eine bearbeitete Abbildung der genannten Marke. Das Verhältnis der Größe der Briefmarken zueinander ist in diesem Artikel annähernd maßstabsgerecht dargestellt. Sollten keine Marken abgebildet sein, liegt es daran, dass das Urheberrecht des Künstlers noch nicht erloschen ist.
- Beschreibung: Eine Kurzbeschreibung des Motivs und/oder des Ausgabegrundes. Bei ausgegebenen Serien oder Blocks werden die zusammengehörigen Beschreibungen mit einer Markierung versehen eingerückt.
- Wert: Der Frankaturwert der einzelnen Marke in Pfennig. Ein „+“ bedeutet, dass es sich um eine Zuschlagsmarke handelt (= Frankaturwert + Spende).
- Ausgabedatum: Das Datum des erstmaligen Verkaufs dieser Briefmarke.
- Gültig bis: Das Datum, an dem die Gültigkeit endete.
- Auflage: Soweit bekannt, wird hier die zum Verkauf angebotene Anzahl dieser Ausgabe angegeben.
- Entwurf: Soweit bekannt, wird hier angegeben, von wem der Entwurf dieser Marke stammt.
- Mi.-Nr.: Diese Briefmarke wird im Michel-Katalog unter der entsprechenden Nummer gelistet.

| Sondermarken | |                  |                                 |                   |                            |           |               |
| Bild         | Beschreibung | Werte in Pfennig | Ausgabe- datum (1930)           | gültig bis        | Auflage                    | Entwurf   | MiNr.         |
|              | Südamerikafahrt mit LZ 127 - Flugpostserie mit Inschrift “1. Südamerikafahrt 1931”                                                         | 2 Reichsmark     | 26. April                       | 30. Juni 1931     |                            | unbekannt | 438           |
|              | Südamerikafahrt mit LZ 127 - Flugpostserie mit Inschrift “1. Südamerikafahrt 1931”                                                         | 4 Reichsmark     | 26. April                       | 30. Juni 1931     |                            | unbekannt | 439           |
|              | Bauwerke, Alt-Köln mit dem Kölner Dom Währungsbezeichnung “Reichsmark”                                                                     | 2 Reichsmark     | 1930                            | 31. Dezember 1938 |                            | unbekannt | 440           |
|              | Abzug der Alliierten aus dem Rheinland - Friedrich Ebert, Dauermarke mit Aufdruck                                                          | 8                | 30. Juni                        | 30. Juni 1934     |                            | unbekannt | 444           |
|              | - Paul von Hindenburg, Dauermarke mit Aufdruck                                                                                             | 15               | 30. Juni                        | 30. Juni 1934     |                            | unbekannt | 445           |
|              | Nothilfe Bauwerke, auch als Briefmarkenblock zur Internationalen Postwertzeichen-Ausstellung IPOSTA in Berlin - Dom und Rathaus von Aachen | 8+4              | 1. November Block 12. September | 30. Juni 1931     | 5.873.046 Block ca. 84.000 | unbekannt | 450 Block 446 |
|              | - Brandenburger Tor in Berlin | 15+5             | 1. November Block 12. September | 30. Juni 1931     | 5.368.568 Block ca. 84.000 | unbekannt | 451 Block 447 |
|              | - Dom und Schloss in Marienwerder (polnisch: Kwidzyn)                                                                                      | 25+10            | 1. November Block 12. September | 30. Juni 1931     | 479.066 Block ca. 84.000   | unbekannt | 452 Block 448 |
|              | - Statue des Hl. Burkard auf der Alten Mainbrücke und Festung Marienberg in Würzburg                                                       | 50+40            | 1. November Block 12. September | 30. Juni 1931     | 228.913 Block ca. 84.000   | unbekannt | 453 Block 449 |
| Dauermarken  | |                  |                                 |                   |                            |           |               |
| Bild         | Beschreibung | Werte in Pfennig | Ausgabe- datum (1930)           | gültig bis        | Auflage                    | Entwurf   | MiNr.         |
|              | Ergänzungswerte zur Dauermarkenserie Reichspräsidenten - Friedrich Ebert                                                                   | 10               | 1930                            | 30. Juni 1934     |                            |           | 435           |
|              | - Friedrich Ebert | 20               | 1930                            | 30. Juni 1934     |                            |           | 436           |
|              | - Paul von Hindenburg | 80               | 15. Februar                     | 31. Dezember 1935 |                            |           | 437           |
| Dienstmarken | |                  |                                 |                   |                            |           |               |
| Bild         | Beschreibung | Werte in Pfennig | Ausgabe- datum (1930)           | gültig bis        | Auflage                    | Entwurf   | MiNr.         |
|              | Dienstmarken (Ergänzungswerte zur Ausgabe von 1927) - Wertziffer auf sogenanntem “Strohhut- oder auch Korbdeckelmuster”                    | 10               | 1930                            | 31. Dezember 1936 |                            |           | 125           |
|              | - Wertziffer auf sogenanntem “Strohhut- oder auch Korbdeckelmuster”                                                                        | 20               | 1930                            | 31. Dezember 1936 |                            |           | 126           |